# Miki Núñez
Miguel "Miki" Núñez Pozo (Terrassa, 1996. január 6. –) spanyol énekes. 
Ő fogja képviselni Spanyolországot a 2019-es Eurovíziós Dalfesztiválon, Tel-Avivban a  La venda cimű dallal.